# Ibèria
|  | Aquest article tracta sobre el nom grec per la península Ibèrica. Vegeu-ne altres significats a «Ibèria (desambiguació)». |

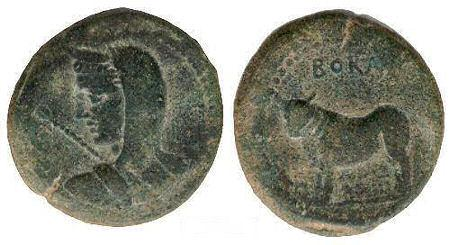
Moneda ibèrica de Bora (Jaén).

Ibèria és el nom amb què els grecs coneixien des de temps remots la costa mediterrània occidental, entre el Roine i l'estret de Gibraltar.
L'historiador grec Heròdot al segle V EC esmenta ja Ibèria per al topònim que designa inicialment la cantonada nord-occidental del Mediterrani i per extensió, a partir del segle IV EC, quan es coneix que l'occident d'Europa tenia forma de península, a dita península. Nom que serà conegut a tot el món grec.

## Introducció
El terme Ibèria per definir el que avui és la península Ibèrica ens ha arribat a través dels textos grecs. Dir espanyol per iber o per hispanus és cometre una falta de propietat, ja que porta amb si diferències d'època i d'ambient. L'origen del nom podria ser el poble iber, o bé aquest poble podria haver pres el nom del territori on es van assentar. I també el terme Hispània ho és del llatí, encara que els romans també van utilitzar al principi el topònim d'Ibèria, fins i tot li van afegir «h»: Hiberia.
El seu nom prové del riu Iber, probablement l'actual Ebre, encara que també pogués ser un altre riu de la província de Huelva, on textos molt antics citen un riu Iberus i un poble al que anomenen iber. Els antics grecs la van anomenar Ibèria.
El coneixement de la península Ibèrica com a entitat geogràfica va ser un procés lent, amb retrocessos i relats llegendaris. La llunyania amb el focus de la cultura antiga era notable i desconeixem quin era el coneixement que van poder tenir grecs i fenicis de la seva geografia. L'interès d'ambdós pobles en aquells temps era simplement econòmic, per tant se suposa que potser tindrien bastanta informació sobre el litoral i d'algunes regions de l'interior.
Els historiadors creuen que el poble fenici manejava dades geogràfiques de gran interès per a ells i que fins i tot van existir textos amb abundant informació. Se sap que al segle I EC, el savi i erudit rei Juba II de Mauritània va aconseguir reunir una gran biblioteca amb textos i literatura fenícia, i que l'any 100 de la nostra era, el geògraf jueu Marí de Tir (Fenícia), va tenir un gran apilament de material per poder compondre el seu mapa de l'orbe, mapa que va servir en gran manera al científic Claudi Ptolemeu. Però ni els grecs ni els romans van prestar gran atenció a aquests escrits i no els van conservar ni els van traduir, i aquesta és una de les raons per la qual no han arribat fins avui en dia.

## Toponímia

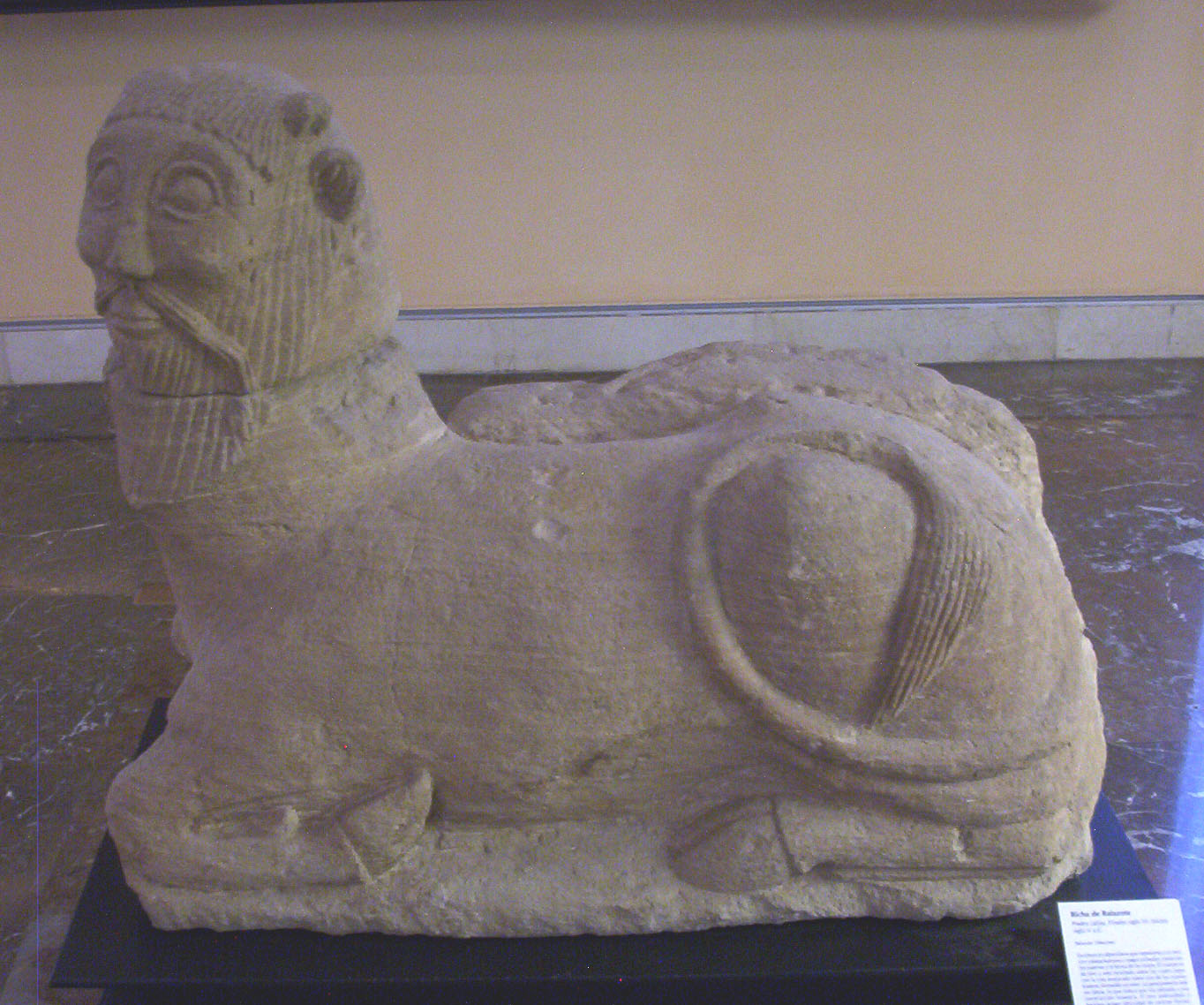
Bicha de Balazote.

El nom d'«Ibèria», al principi (segle IV EC), es referia a la costa mediterrània entre el riu Roine i l'estret de Gibraltar. Al segle IV es coneixerà que l'extrem occidental d'Europa té forma de península i per extensió serà anomenada "ibèrica" en les fonts gregues. L'arribada dels romans (al segle iii) propiciarà una nova nomenclatura amb la partició a banda i banda dels Pirineus entre: Hispània per indicar la península (que el farà sinònim d'Ibèria), i Gàl·lia per a les terres continentals. En temps de l'historiador grec Polibi, que va estar a Numància al segle ii aC, Ibèria era només la part costanera mediterrània de la península. Posteriorment va prevaler més el criteri geogràfic que l'ètnic i a finals del segle I EC Estrabó ja denominava Ibèria a la península geogràficament (en la seva obra Geografia d'Estrabó explica tot el que sap sobre Ibèria en èpoques anteriors, però diu que en el seu temps el límit estava ja en el Pyrene). Apià, a mitjans del segle ii, va escriure que la península era «anomenada ara Hispània en lloc d'Ibèria per alguns».
Se sap que hi havia tribus iberes al sud de Montpeller al segle VI EC, i que en el segle V EC Èsquil (dramaturg grec) escrivia que «el Roine corria per Ibèria».
Al segle V EC l'historiador grec Heròdot, en la seva obra Històries, ja cita el topònim Ibèria. Es creu que el nom procedeix d'un riu Íber, que potser no va ser al principi l'Ebre, sinó un homònim de la zona de Huelva (potser el riu Negre), on certs textos citen un riu Iberus, i un poble, a qui anomenen iber, ja que tant els grecs com els púnics van conèixer abans i millor les costes meridionals de la península que les llevantines.
El món grec de l'Antiguitat coneix amb aquest nom els límits de l'Ecumene, del grec oikumene (oιkoυμενη) o «món conegut»: a l'oest, Ibèria la península, a l'est la Ibèria caucàsica, ja que el mateix Estrabó també anomenava ibers a un altre poble de l'actual Geòrgia. Si hi ha alguna relació entre aquests dos pobles ibers o si és només una coincidència de noms és una qüestió oberta.
Es creu que la veu iber és d'origen iber, sent així com aquest poble nomenava als rius en general (com wad en àrab és «riu»). Així era anomenat el riu Negre i així devia ser anomenat també l'actual Ebre, que ha conservat el topònim. Des d'Andalusia fins al Roine hi ha una gran família de rius que d'alguna manera conserven l'iber. El topònim Iliberris o Ileberris, que es dona tant a la Narbonense com a Granada (Andalusia), és distingible en la llengua basca, i es refereix a ciutat i riu, però encara no ha estat provat que l'iber fos un idioma ancestral del basc.

## Geografia d'Ibèria
Durant els segles V, IV i III EC, l'època de menor nombre de viatges dels grecs, les notícies que té el món clàssic sobre la península Ibèrica són bastant vagues i de vegades fins i tot falses. Però ja en el segle iii, amb la conquesta romana hi ha una certa facilitat per moure's, per viatjar amb més seguretat per mar i per terra, a més que els savis hel·lenístics del moment es van manifestar ansiosos per aprendre i rectificar els possibles errors del passat.
A l'arribada dels romans a la península ja es considera com Ibèria tota la costa del Mediterrani.
Els grecs coneixien molt bé punts molt concrets com l'estret de Gibraltar, que ells anomenaven Stelai (se sobreentenia Heracleous). Stelai és «columnes» en grec, per això els romans ho van traduir i van anomenar al lloc columnae Herculis («Columnes d'Hèrcules»). Coneixien també els Pirineus, que anomenaven Pyrene, en singular, encara que tenien una idea poc real de la seva orientació, que creien que era de nord a sud.
Polibi va ser un historiador grec del segle ii aC que va viure un temps a la península. Polibi diu textualment:
| « | Es diu Ibèria a la part que cau sobre el nostre mar (Mediterrani), a partir de les columnes Heràkleas. Però la part que cau cap al Gran Mar o Mar Exterior (Atlàntic), no té nom comú a tota ella, a causa d'haver estat reconeguda recentment. | » |

Els tres primers tractats que hi va haver sobre la geografia d'Ibèria van ser els escrits per Mela (en llatí), Plini el Vell (en llatí) i Estrabó (en grec). Mela i Plini, segons explica Estrabó, van arribar a conèixer molt bé les costes del nord i del nord-oest. Estrabó en canvi mai va estar a la península. Tot el que va escriure va ser a partir de fonts de nombrosos geògrafs i historiadors afegint a més la gran informació que rebia de la milícia i gent de l'administració de Roma. Els seus escrits són potser menys científics quant a termes emprats es refereix, però són els més amens i els que millor han arribat als nostres dies. Va escriure un bon tractat anomenat Geografia d'Estrabó, el tercer volum és el que està dedicat a traçar els detalls de la península Ibèrica: rius, muntanyes, límits, costes, poblacions, ciutats, cultius, trets culturals, navegants, pobladors... És aquí on utilitza el terme pell de brau: «Ibèria s'assembla a una pell de brau, estesa en sentit de la seva longitud d'Occident a Orient, de manera que la part davantera miri a Orient i en sentit de la seva amplària del septentrió al Migdia».
El quart dels escriptors que van dedicar els seus coneixements a la descripció geogràfica d'Ibèria va ser el científic Claudi Ptolemeu, un segle després dels anteriors. En les seves famoses taules geogràfiques ofereix un quadre gairebé complet amb infinitat de topònims. Ptolemeu és el que garanteix un major interès geogràfic i matemàtic.
Aquests quatre escriptors són la base dels coneixements geogràfics de la península Ibèrica de l'Antiguitat.

## Citacions
Estrabó es refereix a la península Ibèrica:
| «                                | Amb el nom d'Ibèria els primers grecs van designar tot el país a partir del Rhodanos i l'istme que comprenen els golfs galàtics, mentre que els grecs d'avui col·loquen el límit en el Pyrene i diuen que les designacions d'Ibèria i Hispània són sinònimes. | » |
| — Estrabó, Geogràfica III, 4, 19 | |   |

No obstant això, abans, en el llibre segon, Estrabó fa referència als ibers caucàsics:
| «                               | Podem parlar de coses referents als que habiten la regió del Kaukasos, els ibers. | » |
| — Estrabó, Geogràfica II, 5, 12 |                                                                                   |   |